# 板橋 (東京都)

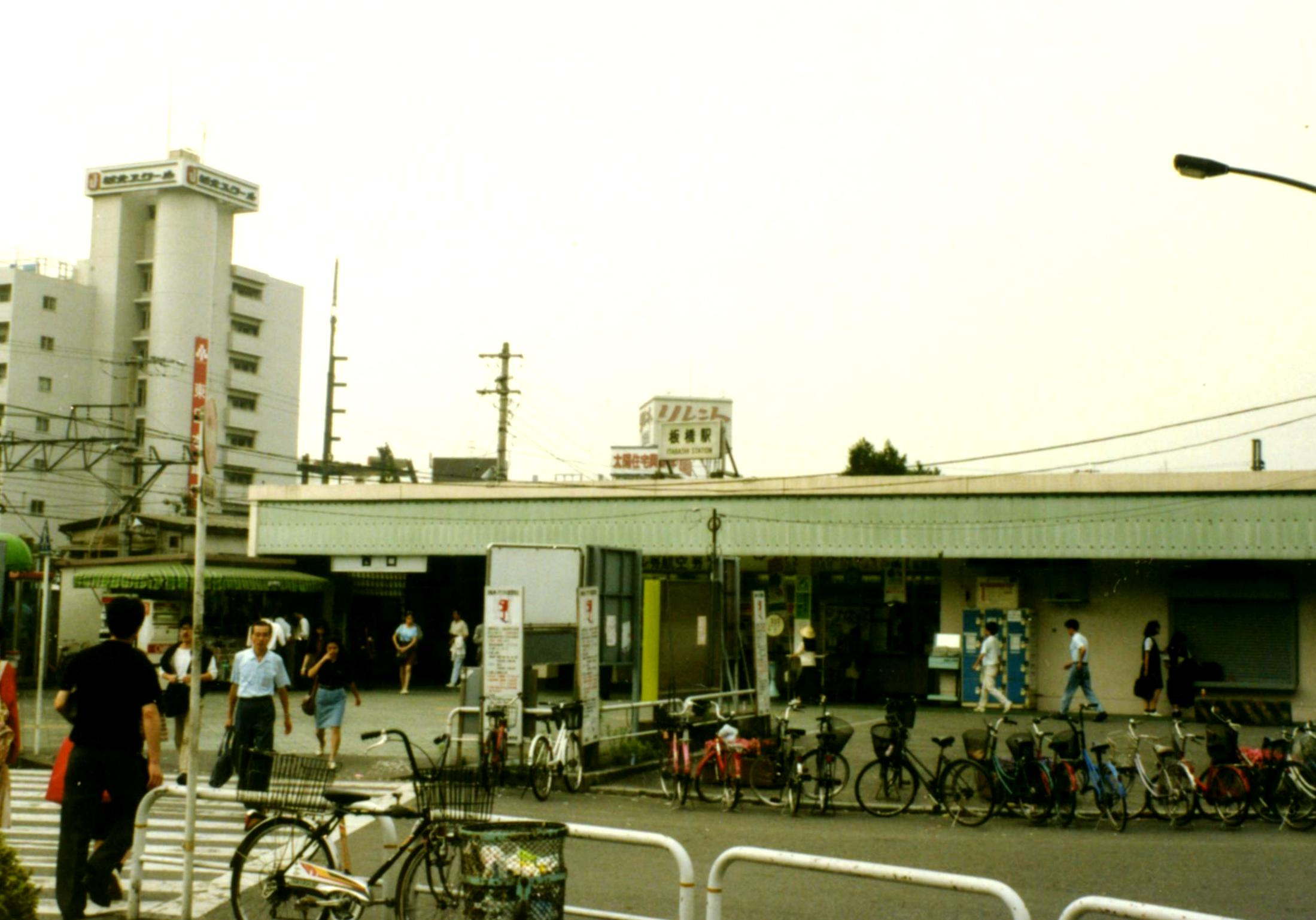
板橋站（1990年）

板橋（日语：／ Itabashi */?）是東京都板橋區的地名、町名。本項主要記述現行行政地名的板橋一丁目－四丁目。
板橋區全域已實施住居表示。

## 泛稱地名的板橋
「板橋」是舊中山道宿場等的歷史地名、橋梁名、車站名、東京都自治體名。
- 中山道整備、宿驛傳馬制度確立（江戶時代初期）以前－板橋鄉 (日本)（日语：板橋郷）。
- 中山道宿場時代（江戶時代）－板橋宿。
- 舊中山道橋梁－板橋 (石神井川)（日语：板橋 (石神井川)）。
- 鐵路車站－板橋站。
- 東京都自治體－板橋區。

- 1932年板橋區成立時，舊板橋町大字下板橋地域重編為（舊）板橋町一丁目〜十丁目，與現在的板橋一丁目〜四丁目不同。（舊）板橋町一丁目相當於現在的板橋一丁目〜二丁目，（舊）板橋町二丁目相當於現在的大山東町、大山金井町等，（舊）板橋町三丁目相當於現在的熊野町、中丸町、南町等，（舊）板橋町四丁目相當於現在的幸町、大山西町等。
- 板橋作為自治體名，也是這一帶的代表地名。志村、上板橋、赤塚地區等地都可見到企業分店以「板橋」命名。

## 地理
位於板橋區東南部。北鄰仲宿與加賀，東接北區瀧野川，南連豐島區池袋本町，西通大山金井町、大山東町與冰川町。東邊為板橋區－北區界，南邊為板橋區－豐島區界。町域中央有國道17號（中山道），東邊有東日本旅客鐵道赤羽線（通稱埼京線），西邊有東京都道317號環狀六號線（山手通）通過。石神井川流經板橋四丁目東北部。板橋區役所等多所公家機關坐落町內。

### 河川
- 石神井川
- 谷端川（暗渠）
- 千川上水（暗渠）

### 地價
依據2014年（平成26年）1月1日的公告地價，板橋2-14-6的住宅地價為41萬8000日圓/m2。

## 歷史
廢藩置縣實施前，此地屬武藏國豐島郡下板橋宿、瀧野川村與金井窪村各一部分。是中山道板橋宿中最靠近江戶的平尾宿地區，設有與川越街道分岐的「平尾追分」。

### 沿革
- 14世紀（室町時代初期）：觀明寺創建。
- 1602年（慶長7年）：德川家康下令整備中山道，板橋宿為中山道的江戶日本橋側第一宿。
- 1602年（慶長7年）：德川秀忠來到此地迎接入府江戶的加賀藩前田利光（後前田利常）。
- 1604年（慶長9年）：在中山道日本橋起點二里地點設置平尾一里塚。
- 1635年（寛永12年）：實施參勤交代制，加賀藩等30藩利用中山道入府江戶。
- 1639年（寛永16年）：川越城主松平信綱下令修建川越街道為中山道脇往還，本地設置平尾追分。
- 1679年（延宝7年）：加賀藩主、金澤城主前田綱紀拜領現在的加賀一丁目、二丁目與板橋三丁目、四丁目部分土地，下屋敷約6萬坪。最盛期達21萬坪。
- 1696年（元祿9年）：開鑿千川上水（日语：千川上水）。
- 1868年（慶應4年）：新撰組局長近藤勇在下總國流山被捕，羈押至官軍總督府所在的板橋宿。近藤勇居留在平尾宿脇本陣（豐田家）約20日，之後在現北區瀧野川斬首[5]。
- 1871年（明治4年）：編入東京府。實施大區小區制（日语：大区小区制）。
- 1872年（明治5年）：廢止傳馬、宿驛制度。開設板橋郵便取扱所（現板橋郵便局）。
- 1874年（明治7年）：開設第九大區四、五小巡査屯所。1881年改稱板橋警察署（日语：板橋警察署）。
- 1878年（明治11年）：依郡區町村編制法（日语：郡区町村編制法）設置北豐島郡，為東京府北豐島郡下板橋宿、瀧野川村、金井窪村。北豐島郡役場設於本地。
- 1884年（明治17年）：舊板橋宿大火，現在的本町、仲宿地區全毀。
- 1885年（明治18年）：日本鐵道品川線品川 - 新宿 - 赤羽開通，板橋站開業。1906年國有化，1909年成為山手線。
- 1888年（明治21年）：東京府第一條府道王子新道開通。
- 1889年（明治22年）4月1日：市制町村制施行，下板橋宿瀧野川村、金井窪村、中丸村合併成立板橋町。本地為東京府北豐島郡板橋町大字下板橋、大字瀧野川、大字金井窪。
- 1909年（明治42年）12月：國有鐵道（當時由鐵道院管轄）山手線電氣化。
- 1914年（大正3年）：東上鐵道池袋 - 田面澤（たのもさわ。現在的埼玉縣川越市）間開通，板橋町大字瀧野川的下板橋站開業。
- 1918年（大正7年）：板橋乘合自動車（戰後整合為國際興業巴士（日语：国際興業バス））開設巢鴨站－板橋站間的路線，是現在板橋區內第一條路線巴士。
  - 1920年代，巴士路線終點自板橋站延長至志村兵器庫前（現在北區西丘，國際興業巴士赤羽營業所（日语：国際興業バス赤羽営業所）附近）。
- 1923年（大正12年）：王子（王志とも）乘合自動車商會（戰後整合為國際興業巴士）開始運行王子站 - 板橋役場 - 志村戶田橋間的路線巴士。
- 1924年〜1925年（大正14年）：進行山手線池袋 - 赤羽間複線化工程。
- 1926年（大正15年）：廢止北豐島郡役場。
- 1928年（昭和3年）：東京府立第九中學校（現東京都立北園高等學校（日语：東京都立北園高等学校））開校。
- 1928年（昭和3年）：町內的千川上水暗渠化。
- 1929年（昭和4年）5月：東京市電氣局營運開通巢鴨車庫 - 下板橋（後都電志村線（日语：都電志村線））的路面電車路線。開設板橋局站（板橋郵便局。後板橋站前），下板橋站（後板橋五丁目）。行經巢鴨站、水道橋、大手町往日比谷的舊24系統開始營運。東武東上線電氣化。
- 1932年（昭和7年）10月1日：板橋區成立，此地屬東京府東京市板橋區（舊）板橋町一、二、五、六、八丁目（1943年8月1日東京都制施行）。開設板橋區役所（日语：板橋区役所）、板橋消防署。
- 1933年（昭和8年）：中山道新道（國道17號）開通。
- 1935年（昭和10年）：東武東上線複線化，下板橋站移至現在的豐島區池袋本町四丁目。
- 1940年（昭和15年）：現在的東京都道317號環狀六號線（山手通）開通。
- 1943年（昭和18年）：遊郭新藤樓休業，板橋遊郭廢止。
- 1944年（昭和19年）：都電志村線延長至志村（之後的志村坂上），開設板橋區役所前站。
- 1945年（昭和20年）4月13日：美軍轟炸機B29轟炸東京。
- 1962年（昭和37年）：谷端川（日语：谷端川）暗渠化。
- 1965年（昭和40年）1月1日：實施住居表示（日语：住居表示），（舊）板橋町一、二、五、六、八丁目重編為（新）板橋一丁目〜四丁目。
- 1966年（昭和41年）5月28日：都電志村線廢止。
- 1968年（昭和43年）12月27日：都營地下鐵6號線開通，新板橋站與板橋區役所前站開業。
- 1972年（昭和47年）：國鐵將赤羽線定為正式路線名稱[6] 。
- 1977年（昭和52年）8月19日：首都高速5號池袋線北池袋出入口 - 高島平出入口間開通。
- 1978年（昭和53年）：廢止都營巴士、國際興業巴士共同運行的東55系統，中山道板橋區役所 - 西巢鴨間運行的路線巴士消失。
- 1986年（昭和61年）：東武東上線廢止貨物業務。
- 1999年（平成11年）：板橋站廢止貨物業務。
- 2002年（平成14年）：首都高速中央環狀線王子線開通，開設板橋JCT。

### 地名由來
來自區內石神井川的橋梁「板橋」。地名最早出現在約800年前的鎌倉時代。

## 交通

### 鐵道
- 東日本旅客鐵道（JR東日本）
  - 埼京線（赤羽線）：板橋站　全車停車。
    - 下行：赤羽、武藏浦和、大宮方向　直通運轉至川越線川越站。
    - 上行：池袋、新宿、大崎方向　經東京臨海高速鐵道臨海線直通運轉至新木場站。
    - 板橋站所在地為車站事務室的板橋一丁目，但站體跨越了豐島區上池袋、池袋本町、北區瀧野川。
- 東京都交通局
  - 都營地下鐵三田線：新板橋站、板橋區役所前站　全列車停車。
    - 南下：巢鴨、日比谷、目黑方向　經東急目黑線直通運轉至東急東橫線日吉站。
    - 北上：志村坂上、西高島平方向
- 東武鐵道
  - 東武東上線：下板橋站（豐島區池袋本町四丁目） 僅停各站停車。
    - 上行：池袋方向
    - 下行：成增、川越市、寄居方向

### 巴士
- 國際興業巴士（日语：国際興業バス）
  - 板橋站、板橋一丁目、板橋四丁目
    - 王22：行經帝京大學醫院往王子站、往板橋站

  - 板橋區役所、大山東町（舊稱：板橋電話局前）
    - 池20：往高島平操車場、往池袋站西口
    - 池21：行經舟渡町往高島平站、往池袋站西口

### 道路
- 首都高速道路中央環狀線
- 首都高速道路5號池袋線
- 國道17號（中山道）
- 東京都道317號環狀六號線（山手通）

## 設施
行政
- 板橋區役所（日语：板橋区役所）
- 板橋消防署
- 板橋警察署（日语：板橋警察署）
- 板橋年金事務所

教育
- 板橋區立板橋第二小學校
- 板橋區立板橋第四小學校
- 板橋區立板橋第五中學校
- 東京都立北園高等學校（日语：東京都立北園高等学校）

公園
- 南板橋公園
- 谷端川兒童遊園：位於1962年暗渠化的舊谷端川（日语：谷端川）上的遊步道公園。

神社、寺院、教會
- 日本福音路德板橋教會
- 子易神社
- 東光院
- 觀明寺

## 備註
1. ↑  .   [2014-09-14]. （原始内容存档于2014-09-14）.
2. ↑  『角川日本地名大辞典 13 東京都』，角川書店，1991年再版，P795
3. ↑  『いたばしの地名』板橋区教育委員会，1995年，P189-190
4. ↑  .   [2014-09-14]. （原始内容存档于2014-10-06）.
5. ↑  一般認為斬首場所是「板橋刑場」，但沒有資料佐證，因此也有可能是在鈴森、小塚原等幕府公認常設刑場處刑。
6. ↑  之前已是該路線的通稱名。1985年開業的「埼京線」也是通稱名。